# Jeanne d'Arc trouve l'épée dans la chapelle de Sainte-Catherine-de-Fierbois
Jeanne d'Arc trouve l'épée dans la chapelle de Sainte-Catherine-de-Fierbois est un tableau réalisé par le peintre britannique William Etty en 1842-1846. De format vertical, cette huile sur toile est une peinture d'histoire qui représente Jeanne d'Arc peu après qu'elle a trouvé l'épée de Charles Martel dans une chapelle de l'église Sainte-Catherine de Sainte-Catherine-de-Fierbois, dans ce qui est aujourd'hui l'Indre-et-Loire. Vêtue d'une robe rouge, la jeune femme y figure levant son bras droit vers le Ciel, alors qu'elle est à genoux, l'arme découverte à la main gauche, près d'un gisant.
Présentée à la Royal Academy of Arts en 1847, l'œuvre est conservée depuis 2024 au musée des Beaux-Arts d'Orléans. Elle fait partie d'un triptyque dont un autre tableau appartient au musée d'art orléanais : Jeanne d'Arc fait une sortie depuis les portes d'Orléans et disperse des ennemis de la France.